# Hüseyin Avni Akerstadion
Het Hüseyin Avni Akerstadion (Turks: Hüseyin Avni Aker Stadyumu) lag in Trabzon en was de thuisbasis van de Turkse voetbalclub Trabzonspor en een periode voor 1461 Trabzon. Het stadion werd in 1951 geopend voor gebruik met destijds een capaciteit van 2.400 plaatsen. In 1967 werd een overdekte tribune aangemaakt en in latere jaren is het stadion uitgebreid tot 27.749 zitplaatsen.
Het Hüseyin Avni Aker stadion werd vernoemd naar Hüseyin Avni Aker, een onderwijzer en regionale educatie-administrateur (1940 - 1944). Hij leverde vele bijdragen aan sport in Trabzon.
In het Turkse voetbal stonden de thuiswedstrijden van Trabzonspor bekend als een van de lastigste uitwedstrijden van vooral de grote drie (Beşiktaş, Fenerbahçe, Galatasaray).
Voor de start van het nieuwe seizoen (2008/2009) had het bestuur van Trabzonspor besloten om in en rondom het stadion vernieuwingen aan te brengen. Zo waren de tribunes achter de doelen vernieuwd en werd de capaciteit verhoogd. Ook het dak van de hoofdtribune (maraton tribünü) werd verwijderd, en het bestuur zou er een nieuw dak op laten plaatsen voor het begin van het tweede deel van het seizoen. De stoelen en diverse details hadden ook een vernieuwing gekregen. De omgeving van het stadion werd ook gerenoveerd, de muren werden geverfd en er werden oude foto's van de clubhistorie geplaatst tegen de gevel. Het gerenoveerde stadion werd uitgebreid tot 22.749 zitplaatsen. De fans wilden een nieuw stadion die aan moderne faciliteiten voldeed. Voor de start van het seizoen (2010/2011) werden de tribunes achter de doelen verder uitgebreid, met aan beide kanten samen 5.000 zitplaatsen. De nieuwe capaciteit nam toe naar 27.749. 
Op 26 januari 2017 werd in de Turkse beker tegen Konyaspor afscheid genomen van het stadion. In november 2017 werd begonnen met de sloop.